# La Llosa
La Llosa är en ort i Spanien.   Den ligger i provinsen Província de Castelló och regionen Valencia, i den östra delen av landet, 300 km öster om huvudstaden Madrid. La Llosa ligger 4 meter över havet och antalet invånare är 917.
Terrängen runt La Llosa är platt åt sydost, men åt nordväst är den kuperad. Havet är nära La Llosa åt sydost.  Närmaste större samhälle är Sagunto, 10,9 km sydväst om La Llosa. Trakten runt La Llosa består till största delen av jordbruksmark.